# 江口吾朗
江口 吾朗（えぐち ごろう、1933年10月3日 - 2019年4月3日） は、日本の生物学者。学位は、理学博士（名古屋大学・1964年）。名古屋大学理学部教授などを経て、 基礎生物学研究所名誉教授。元熊本大学学長。元学校法人尚絅学園理事長。従三位瑞宝重光章。

## 人物・経歴
愛知県名古屋市生まれ。実家は工場で、名古屋大学医学進学コースに入学したが、周囲は医者の子供ばかりで違和感を感じ、生物学者になろうと考え、1956年名古屋大学理学部生物学科卒業。1957年名古屋大学大学院修士課程中退、名古屋大学理学部生物学科教務員。
1959年名古屋大学理学部生物学科助手。1964年名古屋大学より理学博士の学位を取得。1968年竹市雅俊ともに、京都大学に移籍し、京都大学理学部生物物理学科助教授着任。1976年名古屋大学理学部教授。1983年岡崎国立共同研究機構基礎生物学研究所形態形成研究部門教授。1989年総合研究大学院大学教授。1991年日本発生生物学会会長。1996年定年退職、基礎生物学研究所名誉教授、熊本大学学長。2003年学校法人尚絅学園理事長、尚絅大学学長、尚絅大学短期大学部長、科学技術振興機構研究開発戦略センター上席フェロー。2012年学校法人尚絅学園顧問。元国際眼研究学会副総裁。

## 受賞・栄典
- 日本動物学会学会賞 1968年[1]
- 中日文化賞 1981年[1]
- アルコン賞 1989年[1]
- 瑞宝重光章 2008年[1]
- 熊日賞（教育分野） 2009年[1]
- 従三位 2019年[7]